# 君が辻/夢の扉
「君が辻/夢の扉」（きみがつじ/ゆめのとびら）は、サーターアンダギーの5枚目のシングル。2011年8月10日にポニーキャニオンから発売された。

## 解説
- 前作「卒業」から5ヶ月振りのシングルで、初の両A面シングル。通常盤と初回限定盤との2種形態で発売。
- 本作発売から2週間後に島田紳助が芸能界を引退し、「島田紳助が作詞・プロデュースを担当した最後のシングル」となった[1]が、2015年にRYOEIのシングル「好きになってもいいですか」を作詞している。『クイズ!ヘキサゴンII』発のものとして22枚目で[2]、放送期間中に発売された最後のシングルである。
- 「君が辻」は『お台場合衆国2011』内のイベント『クイズ!ヘキサゴンII天体映像パレード〜サーターアンダギーの宇宙大冒険〜』のテーマソングとなっていた。同イベントは紳助の引退により一旦上映が中止となったが、映像の再編集を施した後に再開された。ミュージックビデオには韓国出身タレントのヨンア、子役の藤本哉汰、小林星蘭が出演している。
- 「夢の扉」は紳助が発案者となったフジテレビ『THE MANZAI 2011』のテーマソングと告知されていたが[3]、紳助の引退の影響で一旦企画が白紙になったこともあり[4]、使用されなかった。ミュージックビデオ・振り付け映像ともに発表されておらず、『ヘキサゴンII』ほかテレビ番組で披露されたこともない。

## 収録曲

### CD
1. 君が辻
作詞：カシアス島田、作曲：平義隆、編曲：内田敏夫
2. 夢の扉
作詞：カシアス島田、作曲：平義隆、編曲：内田敏夫
3. 君が辻 （カラオケ）
4. 夢の扉 （カラオケ）

### DVD
1. 「君が辻」ミュージックビデオ
2. スペシャルアニメ「サーターアンダギー星のすてきな仲間たち」
3. 「君が辻」振り付け映像（マルチアングル）